# Municipio de Huitzilac
El municipio de Huitzilac es uno de los 36 municipios en que se encuentra dividido el estado mexicano de Morelos, se encuentra en el extremo noroeste del estado y su cabecera es el pueblo de Huitzilac.

## Geografía
El municipio de Huitzilac se encuentra localizado en la zona noroeste del estado de Morelos y tiene una extensión territorial de 200.66 kilómetros cuadrados que equivalen al 3.84% de la extensión total de Morelos, sus coordenadas geográficas extremas son 18° 59' - 19° 08' de latitud norte y 99° 08' - 99° 19' de longitud oeste, su altitud fluctúa entre el máximo de 3 700 y el mínimo de 1 800 metros sobre el nivel del mar.
El municipio limita al este con el municipio de Tepoztlán y al sur con el municipio de Cuernavaca; al norte sus límites corresponden a la Delegación Tlalpan del Distrito Federal y al oeste limita con el Estado de México, en particular con el municipio de Tianguistenco y con el municipio de Ocuilan.

### Orografía
Esta región se caracteriza por lo abrupto de su geoforma, queda origen a una gran concentración montañosa y sus alturas fluctúan entre los 2,250 m s. n. m.m. y los 3,650 m s. n. m.m.; entre los que se destacan el cerro de la Manteca con 3,250 m s. n. m. m.; el cerro del Tezoyo con 3,150 m s. n. m.m., el cerro de Tepeyahualco, el de Tuxtepec ambos en la cota de 3,250 m s. n. m.m., el cerro de Zacalocohaya, el del Mirador, el de Piedra Quila, el de Atexcapan o Cuatepetl todos en la cuota de los 3,000 m s. n. m.m.; y el cerro de las Alumbres con 3,500 m s. n. m.m.; ortográficamente y en la parte central del municipio se encuentra el cerro de Tres Marías, que alcanza los 3,250 m s. n. m.m.
El municipio de Huitzilac, se encuentra dentro del eje neovólcanico, entre las faldas del volcán Pelado, volcán Ajusco y una parte del derrame del volcán Chichinautzin.
En este municipio se encuentran tres tipos de relieve y se clasifican como:
- a) Zonas abruptas o accidentadas, abarcan aproximadamente el 59%, localizándose en el suroeste y sur del municipio y en algunos otros lugares, el resto está formado por los cerros, volcanes y faldas de los cerros Zempoala, Chichinautzin y Pelado.

- b) Zonas semiplanas, abarcan el 35% de la superficie localizándose estas en norte y centro del municipio, estando formadas por las estribaciones de las sierras del Ajusco.

- c) Las zonas planas, abarcan el 6% y se encuentran en pequeñas áreas en el centro del municipio, estando formadas por mecetas pequeñas en lo alto de la sierra.

### Hidrografía
Se encuentran varios cauces permanentes e intermitentes, que dan origen a siete cuerpos de agua o lagunas conocidas como:
- Laguna Zempoala, que en náhuatl, se traduce como veinte o muchas lagunas, situada al pie del cerro del mismo nombre.

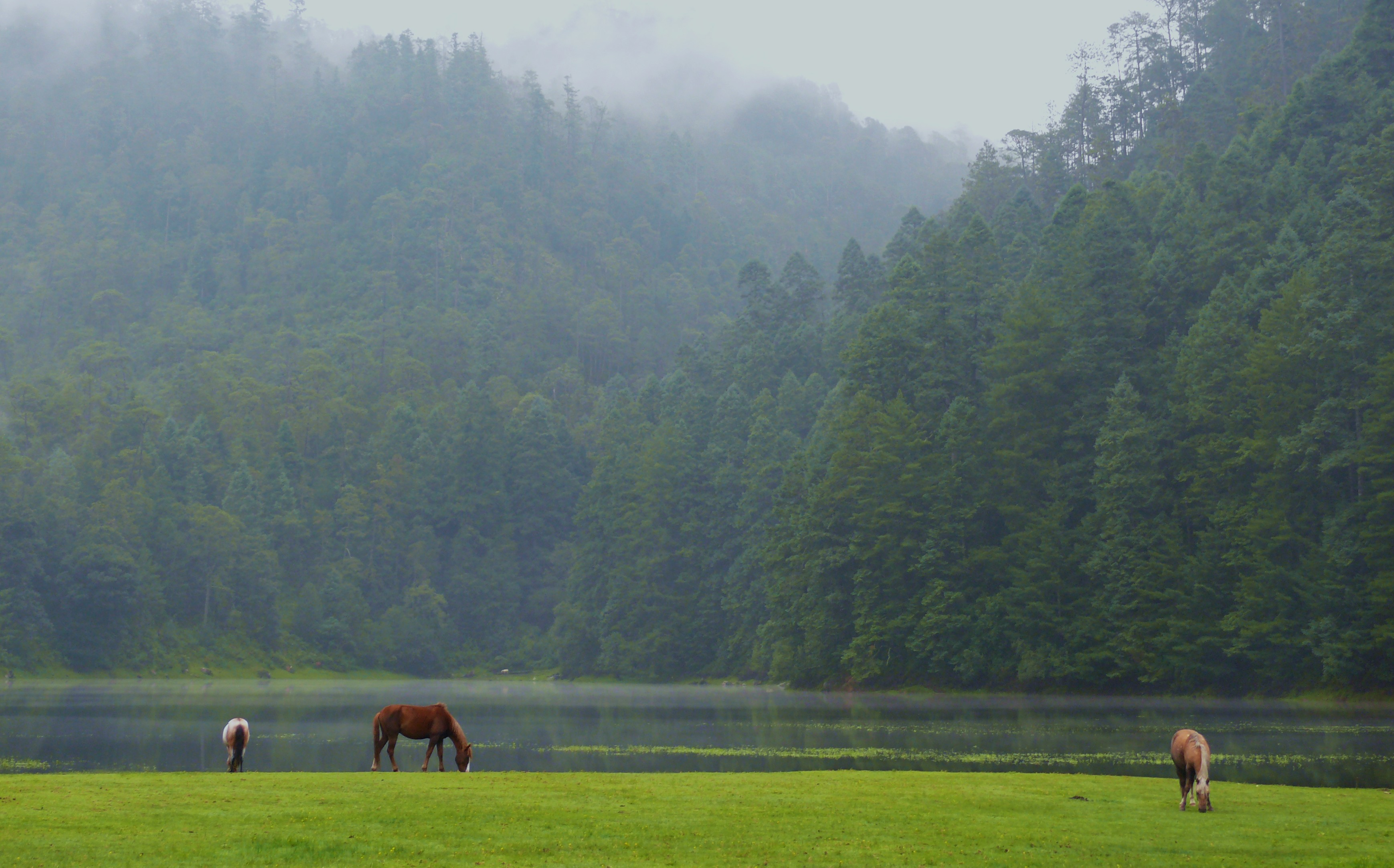
Lagunas de Zempoala en Ocuilan y Huitzilac

- Laguna Compila, que en náhuatl, es laguna de la corona o diadema, alimentada por la primera en época de lluvias.

- Laguna Tonatiahua, que en náhuatl, se traduce como espejo del sol, y se localiza al pie del cerro de las Alumbres.

- Laguna Seca, según Sosa (1944) esta laguna en época de lluvias sé llenaba y en el estiaje era un pantano.

- Laguna Prieta o Tlilac, localizada a un kilómetro de la primera laguna. [Seca]

- Laguna Quilayapan, esta laguna se localiza al noreste a una distancia de cinco kilómetros de la primera. [Seca]

- Laguna Huayapan, esta se localiza en la parte norte del municipio que en su momento abasteció a toda la población. [Seca]

Por la formación geológica de los terrenos no permite la formación de corrientes superficiales permanentes, de tal manera que existen filtraciones que alimentan a riachuelos que resurgen en el centro y sur del estado de Morelos. Así como también alimentan el origen del río Apatlaco.
Dentro de los cauces intermedios, tenemos al ojo de agua atexcapan, ojo de agua Atzompan, ojo de agua Oclatzingo, ojo de agua El Cedro y ojo de agua El Palomo. Se localizan dos pozos cartesianos, localizados uno en la localidad de sierra encantada y el otro en la localidad de Guayacahuala.
Además se cuenta con varias barrancas que conducen grandes cantidades de agua en épocas de lluvias, entre las que destacan: barranca del muerto, barranca grande y barranca de Tetecuintla.

### Clima
El tipo de clima es subtropical húmedo con invierno bien definido, registra una temperatura media anual de 11.8 °C.
La temporada de lluvia es nublada, la temporada seca es parcialmente nublada y es cómodo durante todo el año. Durante el transcurso del año, la temperatura generalmente varía de 1 °C a 23 °C y rara vez baja a menos de -2 °C o sube a más de 27 °C.

## Demografía
De acuerdo con los resultados del Censo de Población y Vivienda de 2020 realizado por el Instituto Nacional de Estadística y Geografía la población total del municipio de Huitzilac es de 24 515 habitantes.

### Localidades
En el censo de 2020 el municipio de Huitzilac contaba con 69 localidades.
| Código INEGI      | Localidad         | Población (2020) |
| ----------------- | ----------------- | ---------------- |
| 170090017         | Tres Marías       | 7523             |
| 170090001         | Huitzilac         | 5347             |
| 170090003         | Coajomulco        | 2452             |
| Otras localidades | Otras localidades | 9 193            |
| Total municipal   | Total municipal   | 24 515           |

## Política
El gobierno del municipio de Huitzilac le corresponde a su Ayuntamiento, que se encuentra integrado por el presidente municipal, un Síndico y un cabildo compuesto por tres regidores, de los cuales uno es electo por mayoría y dos por el principio de representación proporcional. El ayuntamiento es electo mediante voto universal, directo y secreto para un periodo de tres años que no son renovables para el periodo inmediato pero si de forma no continua; todos entran a ejercer su cargo el día 1 de noviembre del año de su elección.

### Representación legislativa
Para la elección de Diputados locales al Congreso de Morelos y de Diputados federales al Congreso de la Unión, el municipio de Huizilac se encuentra integrado en los siguientes distritos electorales:
Local:
- Distrito Electoral Local 3 de Morelos con cabecera en el poblado de Tepoztlán.

Federal:
- Distrito Electoral Federal 5 de Morelos con cabecera en la ciudad de Yautepec.[8]

### Presidentes municipales
- (2000 - 2003): Emilio García Guerrero
- (2003 - 2006): Rafael Vargas Zavala
- (2006 - 2009): Lucio Ezquivel Olmedo
- (2009 - 2012): Arturo Cortéz Cueto
- (2012 - 2015): José Alfredo Mancilla Rojas
- (2016 - 2018): Antonio Cruz Garcia
- (2019 - 2021): Ulises Pardo Bastida